# Chelisoficula
Chelisoficula – wymarły rodzaj owadów z rzędu skorków, obejmujący tylko jeden znany gatunek: Chelisoficula caussaneli.
Rodzaj i gatunek opisali w 2003 roku André Nel, Alain Waller, Vincent Albouy, Jean-Jacques Menier i Gaël De Ploëg. Nazwa rodzajowa powstała z połączenia nazw dwóch innych rodzajów skorków: Chelisoches i Forficula, natomiast epitet gatunkowy nadano na cześć Claude’a Caussanela, specjalisty od skorków. Opisu dokonano na podstawie parki dobrze zachowanych w bursztynie okazów, odnalezionych we francuskim Le Quesnoy i pochodzących z sparnacianu, z wczesnego eocenu. Autorzy nie przyporządkowali tego taksonu do rodziny, zaznaczając że może należeć do skorkowatych lub Chelisochidae.
Owad ten miał ciało długości 8 mm, z czego 0,7–0,8 mm przypadało na przysadki odwłokowe. Jego prognatyczna głowa wyposażona była w 12-członowe czułki i oczy o szerokości nico mniejszej niż długość skroni. Żuwaczki miały po dwa ostre ząbki wierzchołkowe. Szyja cechowała się powiększonym tylnym sklerytem bocznym, zanikłym sklerytem tylno-bocznym i powiększonym, połączonym z przedpiersiem sklerytem brzusznym. Pokrywy były nabrzmiałe, a ich wyokrąglone przednie krawędzie odsłaniały równoboczną tarczkę. Stopy wyróżniały się drugim członem silnie wydłużonym pod człon trzeci i głęboko od niego oddzielonym, silnymi pazurkami i dużym arolium. Odwłok był ku tyłowi zwężony, u samicy złożony z 8, a u samca z 9 widocznych segmentów. Przysadki odwłokowe obu płci były podobne, miały silnie zakrzywiony, ustawiony pod kątem prostym do krawędzi wewnętrznej wierzchołek. Wyjątkowa wśród skorków była obecność na przysadkach samicy guzków uzbrojonych w liczne kolce zbudowane z długich i silnych szczecin. Genitalia samca złożone były z jednego płata, u nasady którego znajdowała się para paramer.